# Instituto Max Planck de Química Biofísica
El Instituto Max Planck de Química Biofísica ( en alemán: Max-Planck-Institut für biophysikalische Chemie ), también conocido como Instituto Karl-Friedrich Bonhoeffer  ( en alemán: Karl-Friedrich-Bonhoeffer-Institut ), fue un instituto de investigación de la Sociedad Max Planck, ubicado en Gotinga, Alemania. El 1 de enero de 2022, el instituto se fusionó con el Instituto Max Planck de Medicina Experimental en Gotinga para formar el Instituto Max Planck de Ciencias Multidisciplinarias.
Era el único Instituto Max Planck (MPI) que combinaba las tres disciplinas científicas clásicas: biología, física y química. Fundado en 1971, se centró inicialmente en problemas de física en química. Había experimentado una evolución continua que se manifestaba a través de un abanico cada vez más amplio de materias básicas y áreas de trabajo como la neurobiología, la bioquímica y la biología molecular. En el momento de la fusión, en el instituto trabajaban 850 personas, aproximadamente la mitad de ellas científicos. Cuatro investigadores que trabajaban en el instituto: Stefan Hell, 2014; Erwin Neher y Bert Sakmann, 1991; y Manfred Eigen, 1967 – fueron galardonados con el Premio Nobel.

## Historia
Los orígenes del instituto se remontan a 1949. En aquella época, la Sociedad Max Planck creó el MPI de Química Física en Gotinga como continuación del antiguo Instituto Kaiser Wilhelm de Química Física en Berlín. Karl-Friedrich Bonhoeffer, que había trabajado en el Instituto Kaiser Wilhelm, se convirtió en el director fundador del nuevo instituto. Fue uno de los primeros investigadores que aplicó métodos físico-químicos a la investigación biológica y combinó así distintas disciplinas de las ciencias naturales en la investigación.
En 1971, el MPI de Química Física se fusionó con el MPI de Espectroscopia (también en Gotinga), formando el MPI de Química Biofísica. Manfred Eigen, Premio Nobel y director del MPI de Química Física, fue el principal impulsor. Su visión de un enfoque interdisciplinario de la investigación biológica fue decisiva y el impulso creativo para el desarrollo del instituto. En honor a Karl Friedrich Bonhoeffer, el nuevo instituto recibió su nombre.
Aunque el instituto se dedicaba a la investigación básica -en virtud de los estatutos de la Sociedad Max Planck-, su política era fomentar la transferencia de numerosas innovaciones tecnológicas al mercado. Como consecuencia, de la investigación realizada en el instituto surgieron numerosos acuerdos de licencia y empresas incipientes, por ejemplo Lambda Physik (hoy parte de Coherent), DeveloGen (hoy parte de Evotec) y Evotec.

## Investigación

### Enfoque de la investigación
La investigación del Instituto se centra en los mecanismos fundamentales que regulan y controlan los procesos vitales: ¿Cómo se traduce correctamente la información genética en proteínas? ¿Cómo se comunican entre sí las células nerviosas? ¿Cómo se controla la logística celular? A nivel de organismo, los investigadores del instituto estudian los ritmos circadianos de los vertebrados, o la diferenciación y el desarrollo en organismos pluricelulares.
Para obtener una visión aún más profunda del nanocosmos de las células vivas, el instituto emplea microscopía de resolución ultraalta,espectroscopia y tomografía por resonancia magnética nuclear, espectrometría de masas, espectroscopia óptica o simulaciones computacionales atomísticas. Al mismo tiempo, el instituto se concentra en el desarrollo de nuevos métodos de medición y análisis que permitan observar más de cerca el mundo de las moléculas.

### Departamentos
El Instituto Max Planck de Química Biofísica actualmente comprende 12 departamentos:
- Nils Brose – Neurobiología molecular
- Patrick Cramer – Biología molecular
- Dirk Görlich – Logística celular
- Christian Griesinger – Biología estructural basada en RMN
- Helmut Grubmüller – Biofísica teórica y computacional
- Stefan W. Hell – Nanobiofotónica
- Jochen Rink: Dinámica tisular y regeneración
- Marina Rodnina – Bioquímica Física
- Claus Ropers – Dinámica ultrarrápida
- Melina Schuh – Meiosis
- Holger Stark – Dinámica estructural
- Alec M. Wodtke – Dinámica en superficies

### Grupos de investigación
El Instituto Max Planck de Química Biofísica está especialmente comprometido con el apoyo a científicos noveles. 20 grupos de investigación independientes persiguen sus propios objetivos de investigación.
- Loren B. Andreas – Espectroscopia RMN de estado sólido
- Gopalakrishnan Balasubramanian – Imágenes de espín a nanoescala
- Marina Bennati – Espectroscopia de resonancia de espín electrónico
- Bert L. de Groot – Dinámica biomolecular computacional
- Alex Faesen – Bioquímica de la dinámica de señales
- Jens Frahm – RMN biomédica
- Stefan Glöggler – Mejora de la señal de RMN
- Aljaz Godec – Biofísica matemática
- Stefan Jakobs – Estructura y dinámica de las mitocondrias
- Peter Lenart – Dinámica citoesquelética en ovocitos
- Juliane Liepe – Biología cuantitativa y de sistemas
- Grazvydas Lukinavicinus: marcaje y obtención de imágenes de cromatina
- Samuel Meek – Espectroscopia infrarroja de precisión en moléculas pequeñas
- Vladimir Pena – Cristalografía macromolecular
- Reinhard Schuh – Organogénesis molecular
- Johannes Söding – Biología cuantitativa y computacional
- Alexander Stein – Bioquímica de proteínas de membrana
- Henning Urlaub – Espectrometría de masas bioanalítica
- Wolfgang Wintermeyer – Dinámica de los ribosomas
- Markus Zweckstetter – Determinación de la estructura de proteínas mediante RMN

### Grupos eméritos
Tras jubilarse, los directores del instituto pueden seguir investigando activamente durante un par de años.
- Gregor Eichele – Genes y comportamiento
- Herbert Jäckle – Biología molecular del desarrollo
- Reinhard Jahn – Laboratorio de Neurobiología
- Thomas Jovin – Laboratorio de Dinámica Celular
- Reinhard Lührmann – Bioquímica celular
- Erwin Neher – Biofísica de membranas
- Jürgen Troe – Espectroscopia y cinética fotoquímica

### Departamentos anteriores
El instituto ha experimentado un cambio permanente en materia de investigación con el cierre de departamentos tras la jubilación de sus directores y la continua creación de nuevos departamentos. Algunos de los antiguos directores siguen investigando incluso después de que haya expirado su Grupo Emérito y todavía se les puede contactar en el instituto (*).
- Otto D. Creutzfeldt – Neurobiología (1971–1992)
- Manfred Eigen – Cinética bioquímica (1971–1995)
- Dieter Gallwitz – Genética molecular (1985–2004)
- Manfred Kahlweit – Cinética de las transformaciones de fase (1971–1996)
- Hans Kuhn – Sistemas moleculares (1971–1984)
- Leo de Maeyer - Métodos experimentales (1971-1996)
- Bert Sakmann – Fisiología celular (1985-1988)
- Fritz-Peter Schäfer – Física del láser (1971–1994)
- Hans Strehlow – Electroquímica y cinética de reacciones (1971–1984)
- Klaus Weber – Bioquímica y biología celular (1973–2004)
- Albert Weller – Espectroscopia (1971–1990)
- Victor P. Whittaker – Neuroquímica (1973–1987)

### Investigación biomédica por RMN GmbH
El instituto también alberga la asociación independiente Biomedizinische NMR Forschungs GmbH, dirigida por Jens Frahm y fundada en 1993. Esta asociación se centra en el desarrollo y la aplicación de técnicas de RMN espacialmente resueltas para estudios no invasivos del sistema nervioso central en animales y seres humanos. Estos enfoques innovadores permiten obtener una visión única de la estructura, el metabolismo y la función del cerebro vivo intacto. Jens Frahm y sus colaboradores inventaron una técnica de adquisición rápida de imágenes por resonancia magnética denominada técnica FLASH MRI (toma rápida en ángulo bajo) que permitía reducir 100 veces los tiempos de medición de imágenes transversales y tridimensionales. La técnica FLASH sentó las bases de muchas aplicaciones modernas de la IRM en el diagnóstico por imagen.

## Escuelas Internacionales de Investigación Max Planck
En 2000, se crearon dos Escuelas Internacionales de Investigación Max Planck (IMPRS) junto con la Universidad Georg August de Göttingen, el Centro Alemán de Primates y el Instituto Max Planck de Medicina Experimental: la IMPRS de Biología Molecular y la IMPRS de Neurociencias (en cooperación con el Instituto Max Planck de Dinámica y Autoorganización y el Instituto Europeo de Neurociencias de Göttingen). En 2008 se inauguró una tercera escuela de posgrado, el IMPRS de Física de Sistemas Biológicos y Complejos (en cooperación con el Instituto Max Planck de Dinámica y Autoorganización).